# Vétiu
Vétiu (en rus: Ветью) és un poble (un possiólok) de la República de Komi, a Rússia, segons el cens del 2010 tenia 141 habitants.